# Station Keith
Keith is een spoorwegstation van National Rail in Moray in Schotland. Het station is eigendom van Network Rail en wordt beheerd door ScotRail. 

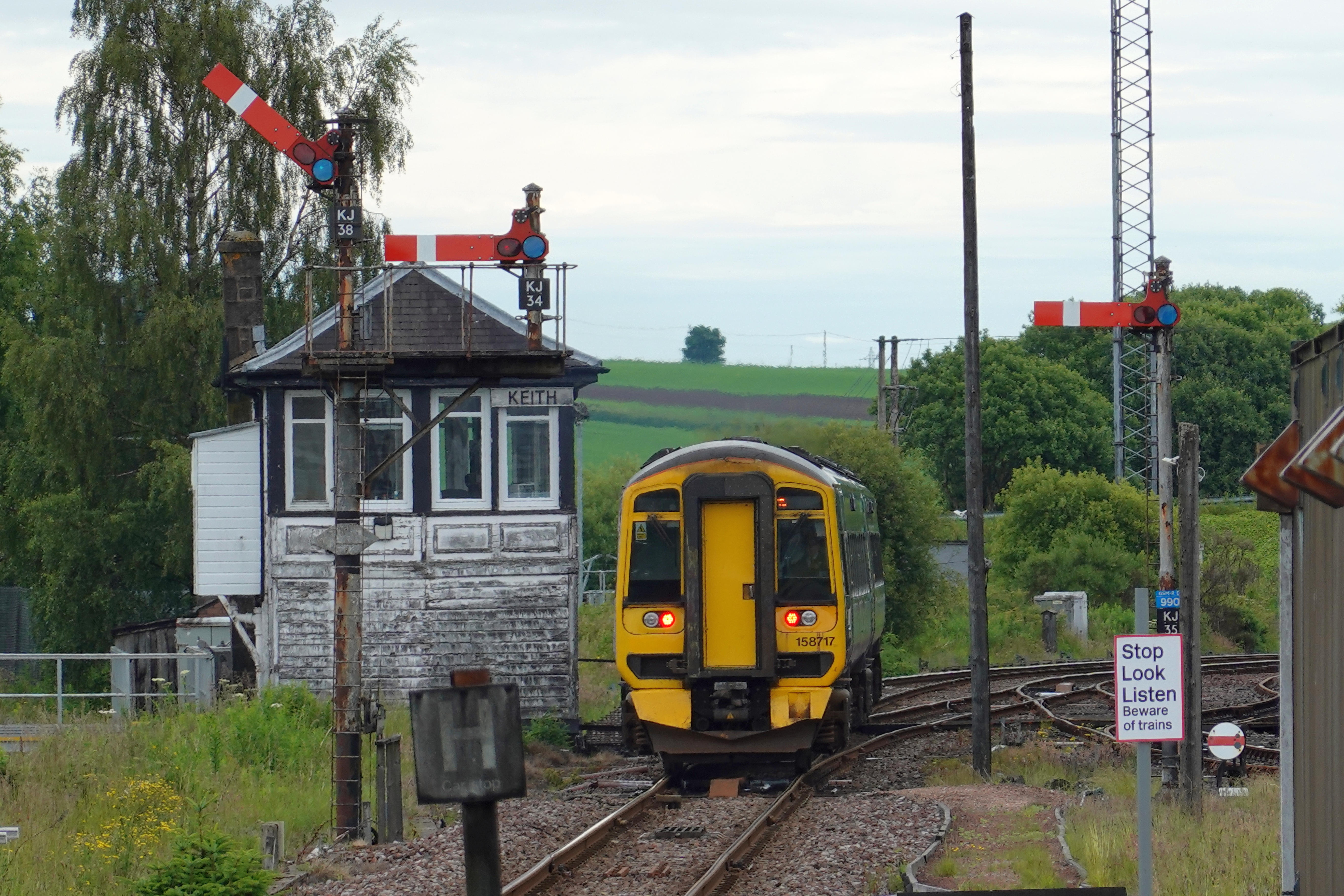
Seinhuis en armseinen bij station Keith